# Шорские имена
Шорское имя — имена которые были в обиходе среди шорского населения в средние века, до конца XIX века. В настоящее время почти все шорцы имеют русские имена.
Как и во всех тюркских языках, ударение падает на последний слог.

## Мужские имена
- Ама́с
- Ани́с
- Арук
- Астаанчы
- Астам
- Канза
- Карол
- Керат
- Кокан
- Мукка
- Мустаккай
- Офудун
- Очан
- Пару́ш
- Санаан
- Саппаш
- Содан
- Талай
- Толай
- Тордай
- Тоттолуш
- Чарко́п
- Шапкай
- Шадраш
- Шелтре́к

## Женские имена
- Анчак
- Атла́с
- Карлыгаш
- Куу
- Ману
- Пека́ш